# Station Plougonver
Station Plougonver is een spoorweghalte in de Franse gemeente Plougonver. Zij wordt bediend door treinen van het netwerk TER Bretagne op het traject Guingamp - Carhaix.